# Sénateurs de la 3ème législature du Cameroun
Les troisièmes élections sénatoriales se sont tenues le 12 mars 2023 et les résultats ont été proclamés le 23 mars 2023. À l'issue du scrutin indirect (11 134 grands électeurs), le Rassemblement démocratique du peuple camerounais (RDPC) remporte la totalité des 70 sièges à pourvoir. Le Président de la République complète la liste à 100 comme le dispose la Constitution en nommant 30 autres sénateurs, dont 24 du RDPC et six d'autres partis politiques, le 31 mars 2023. Ces six partis politiques sont: l'Alliance nationale pour la démocratie et le progrès (ANDP), le Front pour le salut national du Cameroun (FNSC), l'Union nationale pour la démocratie et le progrès (UNDP), le Mouvement pour la défense de la République (MDR), l'Union des populations du Cameroun (UPC) et le Social Democratic Front (SDF).

## Liste complète des 100 sénateurs

### 70 sénateurs élus

#### Région de l’Adamaoua
1. Oumarou Issa
2. Souadatou Djallo épse Kalkaba
3. Rougayatou Asta
4. Abba Harouna
5. Baroua Nyakeu
6. Mamoudou Mazadou
7. Zoubainatou Salihou

#### Région du Centre
1. Laurent Nkodo
2. Bell Luc René
3. Mama Jean Marie
4. Nicole Okala Bilaï
5. Koungou Edima Eliane
6. Tabi Pierre Emmanuel
7. Boyomo Assala

#### Région de l’Est
1. Amama Benjamin
2. Begala Mikel épse Akono
3. Asso Elise Adja
4. Ndanga Ndinga Badel
5. Kotoko Michel
6. Mireille Adare Gassawily
7. Kouma Eugène

#### Région de l’Extrême-Nord
1. Mahamat Abdoulkarim
2. Abdoulaye Wouyak Marava
3. Zakiatou Djamo épse Sale
4. Alioum Alhadji
5. Foutchou Julienne épse Djakaou Bouba
6. Waidere Agneline épse Binguela
7. Nikamane Nathanaël

#### Région du Littoral
1. Marie Armande Din Bell
2. Jean David Bile
3. Yvette Josette Ngobama épse Yinga
4. Célestin Ketchanga
5. Manga Zang
6. Dieudonné Dikabo
7. Ngando Ngonde Marguerite épse Soppo

#### Région du Nord
1. Garba Souaibou
2. Yvonne Asta
3. Didjatou Oumarou
4. Sourouhoul Emmanuel
5. Salamatou épse Moussa
6. Sali Mohaman
7. Oumarou Vaindang

#### Région du Nord-Ouest
1. Lafon épse Eno Emma Veryele
2. Ngafeson Emmanuel
3. Neba Ndosiri Bridget
4. Kobenge Sekedi Bomeh
5. Enwe Francis Abi
6. Fointama Hilda Aluma
7. Mbufong Carl Moses Fontong

#### Région de l’Ouest
1. Sylvestre Ngouchinghe
2. Fomethe Anaclet
3. Mouthio Micheline épse Dsamou
4. Pokam Max
5. Tchuetchue Mbokouoko Rodrigue
6. Ngangoube Aminatou
7. Françoise Puene

#### Région du Sud-Ouest
1. Tabetando Ndieb-Nso
2. Otte Andrew Mofa
3. Mbella Moki Charles
4. Ntube Agnes Ndode épse Ndjock
5. Mosongo Ernestine Akon
6. Lekunze Andreas Nembo
7. Lionel Papinatu Fonderson

#### Région du Sud
1. Zang Oyono Calvin
2. Mbita Lippert Daniel
3. Obam Assam Samuel
4. Eloumba Medjo Thérèse
5. Ngbwa Balla Yvette
6. Afane Jeanne Caroline
7. Mba Mba Grégoire

### 30 sénateurs nommés
Voici la liste complète des 30 sénateurs nommés par le président Paul Biya.

#### Région de l’Adamaoua
1. Mohaman Gabdo Yaya
2. Moussa Sabo
3. Oumarou Mazadou

#### Région du Centre
1. Pongmoni Jean-Marie
2. Nkili Robert
3. Sournac Henriette

#### Région de l’Est
1. Ze Nguélé René
2. Diwala Hilarion
3. Aboui Marlyse

#### Région de l’Extrême-Nord
1. Mahamat Bahar Marouf
2. Malloum Bra
3. Djorwé Paulin

#### Région du Littoral
1. Mouen Diboundje Ernest
2. Etamè Massoma David
3. Ngayap Pierre Flambeau

#### Région du Nord
1. Aboubakary Abdoulaye
2. Hayatou Aïcha Pierrette
3. Tizi Tourmba Yves

#### Région du Nord-Ouest
1. Fon Chafah Isaac
2. Mundi Elisabeth
3. Vanigansen Mochiggle

#### Région de l’Ouest
1. Niat Njifendi Marcel
2. Chatué Emmanuel
3. Mbombo Njoya Seidou

#### Région du Sud-Ouest
1. Anja Simon Onjwo
2. Ekoko Mukete
3. Leke Besongoh Akemfor Philip

#### Région du Sud
1. Ngalli Ngoa Pierre Henri
2. Menye Ondo François Xavier
3. Bisseck Paulette